# Grive à grand bec
Zoothera marginata
Espèce
Statut de conservation UICN

 LC  : Préoccupation mineure
La Grive à grand bec (Zoothera marginata) est une espèce de passereau de la famille des Turdidae.